# Виван-Денон, Доминик
Домини́к Вива́н, с 1812 года барон Дено́н, в литературе обычно Вива́н-Дено́н (фр. Dominique Vivant, baron Denon, Vivant Denon; 4 января 1747, Шалон-сюр-Сон — 27 апреля 1825, Париж) — французский график и писатель, египтолог-любитель, дипломат и музейный работник; один из основоположников музейного дела во Франции, организатор и первый директор современного Луврского музея.

## Биография
Виван учился на юриста, но в 23 года написал весьма успешную комедию и роман эротического свойства. Его произведения были запрещены во Франции цензурой. После этого он решил посвятить себя искусству. «Случилось так, что именно этот легкомысленный человек открыл просвещенной Европе Древний Египет… Денон — светский кавалер, ценитель прекрасного пола, дилетант во всех областях изящных искусств» стал хранителем коллекции древностей французского короля Людовика XV. По заданию Людовика XVI подбирал для его собрания драгоценные камеи. За связь с маркизой де Помпадур был изгнан королем за пределы Франции. В 1772—1787 гг. секретарь французских посольств в Стокгольме, Неаполе и Санкт-Петербурге. Пользовался расположением Екатерины II. В Петербурге познакомился с коллекционером В. В. Рудановским. В Неаполе интересовался раскопками Помпей. С наступлением французской революции потерял все. Его состояние было конфисковано, а имя занесено в «черные списки». Денон уехал в Италию, занимался гравированием, изучал историю искусства. Там же подружился с Ж.-Л. Давидом, гравировал его рисунки модных костюмов в стиле Директории. В 1787 году Денон, благодаря покровительству Давида, стал членом Академии живописи и скульптуры в Париже. Давид познакомил его с Жозефиной Богарнэ, которая представила его в выгодном свете Наполеону Бонапарту.
В 1798 году Денон сопровождал Наполеона в Египетском походе. Самоотверженно, с величайшим вдохновением, уже немолодым человеком (к этому времени Денону исполнился 51 год) во время боевых действий, под пулями, Денон с помощниками зарисовывали пирамиды и обелиски, снимали кальки с рельефов и росписей.
Бонапарт назначил Денона директором художественного департамента Института Египта в Каире, а по возвращении в Париж, в 1804 г. он стал директором Императорского музея, позднее переименованного в Лувр.
В 1802—1813 и 1818—1828 гг. в Париже издавалось «Путешествие по Верхнему и Нижнему Египту» (фр. Voyage dans la basse et la haute Egypte (10 томов текста и 12 томов гравюр по рисункам Денона). В 1802 году — 24-томное «Описание Египта» Франсуа Жомара (переиздания 1810 и 1826 годов), также иллюстрированное гравюрами с рисунков Денона и других художников. Гравюры с рисунков Денона стали основным источником и образцом для многих художников французского стиля ампир, использовавших египетские мотивы.
Помимо древностей, вывезенных из Египта, Виван-Денон обогатил собрание Лувра произведениями искусства, вывезенными французами из Австрии, Испании, Польши и особенно Италии (лишь небольшое количество произведений, например в Венеции, было приобретено законным путем). В поисках новых экспонатов Денон исколесил в свите императора всю Европу. Позднее достиг соглашения с Кановой об оставлении во Франции части перемещённых ценностей, включая «Брак в Кане Галилейской» Веронезе.
В 1803—1816 годах Денон руководил Севрской фарфоровой мануфактурой, Парижским монетным двороми всеми художественными мероприятиями Империи. Создал эскизы почти всех чеканившихся двором наполеоновских монет и наград. По поручению российского императора Александра I закупал произведения искусства для Императорского Эрмитажа в Санкт-Петербурге.
После «Ста дней» и реставрации династии Бурбонов Денон снова лишился всех должностей и званий. Он ушёл в отставку, чтобы полностью посвятить себя давнему увлечению литографией. Среди его литографий встречаются и порнографические. В последние годы готовил четырёхтомную иллюстрированную историю искусств. Эта работа, исключительная по глубине и полноте, была напечатана посмертно, в 1829 году, под присмотром Амори-Дюваля. Могилу Денона на кладбище Пер-Лашез украшает памятник, а его имя носит один из павильонов Лувра (см. 75-й зал галереи Денон Лувра).

## Публикации текстов
- «Путешествие по Верхнему и Нижнему Египту», издание Пьера Дидо[фр.], Париж, 1801—1802.
- «Описание Египта», под редакцией Эдма Жомара в 21 томах, 1809—1822 и в 37 томах, 1821—1829.
- L’Antico Egitto di Napoleone. Milano. Arnoldo Mondadori Editore, 2000.

Издания на русском языке
- Путешествие в Нижний и Верхний Египет во время кампаний генерала Бонапарта = Voyage dans la basse et la Haute Egypte, pendant les compagnes du général Bonaparte / Доминик Виван Денон ; [пер. с фр. В. Е. Климанова]. — Москва : Кучково поле : Горные технологии, 2014. — 287 с. — 2000 экз. — ISBN 978-5-9950-0377-9. — OCLC 906678530.